# Joe Haldeman
Joe William Haldeman (Oklahoma City, 9 giugno 1943) è un autore di fantascienza statunitense.

## Biografia
Joe William Haldeman nacque nella città di Oklahoma City in Oklahoma. A causa dei frequenti spostamenti della sua famiglia visse da ragazzo a Porto Rico, New Orleans, Washington, Bethesda (Maryland) e Anchorage in Alaska.
Nel 1965 si sposò con Mary Gay Potter. Conseguì un bachelor of science in astronomia dall'Università del Maryland nel 1967. Lo stesso anno fu chiamato alle armi nell'Esercito degli Stati Uniti con la qualifica di geniere e mandato in Vietnam. Fu ferito in combattimento e questa sua esperienza gli fornì l'ispirazione per War Year, il suo primo romanzo.
Nel 1975 conseguì un master in scrittura creativa presso l'Università dell'Iowa.
Abita tra Gainesville in Florida e Cambridge nel Massachusetts e insegna al MIT.
Il romanzo più celebre di Haldeman, Guerra eterna (The Forever War, 1977), ispirato anch'esso al suo Vietnam, ha vinto sia il premio Hugo sia il premio Nebula. L'autore si rifiutò per più di vent'anni di dare un seguito alla storia, malgrado pressioni di editori ed appassionati, fino agli anni novanta, quando scrisse Pace eterna (Forever Peace, 1997), Premio Hugo 1998, legato al precedente per il tema ma con una diversa ambientazione, e quindi Missione eterna (Forever Free, 1999), la prosecuzione di Guerra eterna con gli stessi personaggi.
Haldeman ha scritto inoltre due dei primi romanzi basati sulla serie classica di Star Trek, Il pianeta del giudizio (Planet of Judgment, agosto 1977) e Mondo senza fine (World Without End, febbraio 1979).
Joe Haldeman è fratello di Jack C. Haldeman II (1941-2002), anch'egli scrittore di fantascienza le cui opere comprendono un romanzo originale basato sulla serie Star Trek (Perry's Planet, febbraio 1980).

## La fantascienza secondo Haldeman
Nel corso di scrittura creativa tenuto da Haldeman al MIT gli studenti devono presentare un racconto originale. Nel programma del corso l'autore chiarisce indirettamente cosa ritiene buona fantascienza, dichiarando che bisogna possibilmente evitare storie relative a:
- Eroi mitici alla Conan il barbaro
- Storie con personaggi di serie televisive
- Patti con il diavolo
- "Mio Dio! In realtà sono Adamo ed Eva"
- "E il sole si trasformò in una nova"
- "Mio Dio! Era tutto un sogno!"
- "Mio Dio! Allora non era tutto un sogno!"
- Lupi mannari, Vampiri, ecc.
- Formiche e altri insetti giganti
- "Era solo un videogame"
- "Non era solo un videogame"
- Space opera sparatutto (shoot-em-up)
- Trattati su ateismo, fondamentalismo, comunismo e altri -ismi

## Opere
Per ogni testo si indica la prima edizione nell'originale inglese e la prima traduzione in lingua italiana. Le serie di romanzi interconnessi sono elencate cronologicamente, in base alla data di pubblicazione del primo episodio di ogni ciclo.

### Braxn
Un dittico di racconti riuniti per la prima volta nella raccolta personale Guerra eterna: ultimo atto (A Separate War), Ace Books, 2006. Trad. Dario Rivarossa, Urania 1543, Arnoldo Mondadori Editore, Febbraio 2009. 
1. "Lo sfasato" o "Sfasature" ("Out of Phase"), in Galaxy Magazine di settembre 1969. Già tradotto da Renato Prinzhofer nell'antologia Il meglio di Galaxy 1, Tascabili Mursia 28, Ugo Mursia Editore, 1980.
2. "Sindrome del potere" ("Power Complex"), in Galaxy Magazine di settembre-ottobre 1972.

### Memorie sulla Guerra del Vietnam
Haldeman ha rielaborato i propri diari di guerra in due romanzi, uno composto a ridosso del conflitto e uno retrospettivo a distanza di quasi un trentennio.
- War Year, Holt, Rinehart and Winston, 1972.
- 1968, Hodder & Stoughton, 1994.

### Dilogia del TB II

#### Saga principale
La serie consiste di una raccolta di racconti e un romanzo unitario:
1. Al servizio del TB II (All My Sins Remembered), St. Martin's Press, 1977; trad. Delio Zinoni, Urania 755, Arnoldo Mondadori Editore, 13 Agosto 1978. Raccolta di quattro testi brevi raccordati da una cornice narrativa (divisa a sua volta in cinque capitoli); la traduzione italiana presenta il testo come un romanzo fix-up e non traduce i titoli dei singoli episodi.
  - "Prologue", composto appositamente per l'edizione in volume.
  - To Fit the Crime, in Galaxy Magazine di aprile 1971.
  - The Only War We've Got, in Galaxy di gennaio 1974.
  - All My Sins Remembered, composto appositamente per l'edizione in volume.
2. Scuola di sopravvivenza (There is No Darkness), Ace Books, 1983; trad. Giampaolo Cossato e Sandro Sandrelli, Cosmo. Collana di fantascienza 155, Editrice Nord, 1985. Fix-up di quattro romanzi brevi:
  - Terra (Starschool), in Asimov's SF Adventure Magazine primavera 1979; composto con Jack C. Haldeman II.
  - Hell (Starschool on Hell), in Asimov's SF Adventure Magazine estate 1979; composto con Jack C. Haldeman II.
  - "Construct" ("Construct"), composto appositamente per l'edizione in volume.
  - "Springworld" ("Springworld"), composto appositamente per l'edizione in volume.

#### Racconti collaterali
Altri due testi brevi ambientati in questo universo non sono mai stati raccolti in un volume tematico:
- Seasons, nell'antologia Alien Stars, a cura di Elizabeth Mitchell, Baen Books, 1985.
- "Passages", in Analog Science Fiction and Fact di marzo 1990.

### Universo della Guerra Eterna
Questa serie ha avuto origine da un racconto in sé e per sé autonomo e autoconclusivo, a partire dal quale l'autore ha elaborato i temi fondamentali della saga:
- "Frammento di tempo" ("Time Piece "), in If di luglio-agosto 1970. Trad. Maria Cristina Pietri nell'antologia I guerrieri delle galassie, a cura di Sandro Pergameno, Grandi Opere Nord 12, Editrice Nord, 1986.

#### Saga principale
I primi due romanzi della saga sono autonomi l'uno dall'altro ma tematicamente interconnessi, mentre il terzo episodio prosegue direttamente la vicenda del primo.
1. Guerra eterna (The Forever War), edito con tagli per St. Martin's Press, 1974; espanso a partire dall'edizione Ballantine Books, 1976; riportato alla stesura originale nell'edizione Avon Books, 1991. Trad. Roberta Rambelli, Cosmo. Collana di Fantascienza 59, Editrice Nord, 1977. Fix-up ampliato di sei testi brevi già apparsi su rivista e rimontati in quattro sezioni:
  - Soldato Mandella (Private Mandella) già "Time Piece ", in If di luglio-agosto 1970[2], e Hero, in Analog Science Fiction/Science Fact di giugno 1972.
  - Sergente Mandella ("Sergeant Mandella") già "We Are Very Happy Here", in Analog Science Fiction/Science Fact novembre 1973[3], e You Can Never Go Back, in Analog Science Fiction/Science Fact novembre 1975[4].
  - "Tenente Mandella" ("Lieutenant Mandella") già "This Best of All Possible Worlds", in Analog Science Fiction/Science Fact novembre 1974.
  - "Maggiore Mandella" ("Major Mandella") già "End Game", in Analog Science Fiction/Science Fact gennaio 1975[5].
2. Pace eterna (Forever Peace), Ace Books, 1997. Trad. Lela Campi, Urania 1336, Arnoldo Mondadori Editore, 24 Maggio 1998.
3. Missione eterna (Forever Free), Ace Books, 1999. Trad. Fabio Feminò, Urania 1413, Arnoldo Mondadori Editore, 6 Maggio 2001.

Il trittico è stato riunito nell'omnibus Peace and War, Victor Gollancz, 2006.
Si noti che al 2024 tutte le traduzioni italiane di Guerra eterna sono state condotte sull'edizione Ballantine Books del 1976, e pertanto propongono un testo accorciato rispetto alle intenzioni dell'autore (specialmente nella seconda parte).

#### Racconti collaterali
Appartengono a questa saga anche due testi spin-off, di cui l'uno narra eventi paralleli alla seconda sezione di Guerra eterna, l'altro costituisce un antefatto diretto di Pace eterna:
- "Guerra solitaria" o "Una guerra personale ("A Separate War"), nell'antologia Universi lontani (Far Horizons: All New Tales from the Greatest Worlds of Science Fiction), a cura di Robert Silverberg, HarperCollins, 1999. Trad. Simona Adami, I Libri della Mezzanotte 10, Sperling & Kupfer, 2002.
- "Forever Bound", nell'antologia Warriors, a cura di Gardner Dozois e George R. R. Martin, Tor Books, 2010.

### Dilogia diAttar
Composta sotto lo pseudonimo di Robert Graham.
1. Attar's Revenge, Pocket Books, 1975.
2. War of Nerves, Pocket Books, 1975.

### Universo diStar Trek
Haldeman ha composto due romanzi ambientati nell'universo di Star Trek, le cui vicende sono trame originali (e non trasposizioni di soggetti audiovisivi) con protagonisti i personaggi della serie classica.
- Il pianeta del giudizio (Planet of Judgement), Star Trek Novel 4, Bantam Books, 1977. Trad. Beata Della Frattina, Urania 759, Arnoldo Mondadori Editore, 8 Ottobre 1978.
- Mondo senza fine (World Without End), Star Trek Novel 8, Bantam Books,1979. Trad. Annarita Guarnieri, Star Trek 6, Garden Editoriale, Febbraio 1988.

### Mondo dei Ladri
Haldeman ha ambientato un racconto nell'universo narrativo condiviso del Mondo dei Ladri (Thieves' World), creato da Lynn Abbey e Robert Asprin.
- "Fratelli di sangue" ("Blood Brothers"), nell'antologia La saga del mondo dei ladri (Thieves' World), a cura di Robert Asprin, Ace Books, 1979. Traduzione di Andrea Angiolino, Enciclopedia della Fantascienza 18, Fanucci Editore, 1987.

### Trilogia dei Mondi
1. Worlds: A Novel of the Near Future, The Viking Press, 1981.
2. Worlds Apart, The Viking Press, 1983.
3. Worlds Enough and Time, William Morrow, 1992.

### Trilogia diMarsbound
1. Dula di Marte (Marsbound), serializzato in tre puntate in Analog Science Fiction and Fact di gennaio-febbraio, marzo e aprile 2008; prima edizione in volume Ace Books, 2008. Trad. Dario Rivarossa, Urania 1570, Arnoldo Mondadori Editore, Maggio 2011.
2. Verso le stelle (Starbound), Ace Books, 2010. Trad. Urania 1582, Arnoldo Mondadori Editore, Maggio 2012.
3. Earthbound, Ace Books, 2011.

La trilogia è stata riunita nell'omnibus Marsbound / Starbound / Earthbound, SF Gateway Omnibus, Victor Gollancz, 2013.

### Romanzi e novelle autoconclusivi
- Ponte mentale (Mindbridge), St. Martin's Press, 1976. Trad. Giampaolo Cossato e Sandro Sandrelli, Cosmo. Collana di Fantascienza 97, Editrice Nord, 1980.
- Tool of the Trade, William Morrow, 1987.
- Fondazione Stileman (Buying Time), William Morrow, 1989. Trad. Annarita Guarnieri, Cosmo. Collana di Fantascienza 215, Editrice Nord, 1991.
- Il paradosso Hemingway o La burla di Hemingway (The Hemingway Hoax), prima edizione in stesura breve in Analog Science Fiction and Fact di marzo 1990; trad. Corinna Augustoni nell'antologia Supernovæ, a cura di Gardner Dozois, IperFICTION, Interno Giallo, 1993. Prima edizione della stesura estesa per William Morrow, 1990; trad. Anna Montanari, Cosmo. Collana di Fantascienza 229, Editrice Nord, 1992.
- Dedicato a White Hill o Per White Hill (For White Hill), nell'antologia Far Futures, a cura di Gregory Benford, Tor Books, 1995. Trad. Roberto Marini nell'antologia Millemondi Autunno 1997: Le meraviglie dell'invisibile, a cura di David G. Hartwell, Urania Millemondi 2ª serie n. 12, Arnoldo Mondadori Editore, settembre 1997.
- The Coming, Ace Books, 2000.
- Guardian, Ace Books, 2002.
- I protomorfi (Camouflage), serializzato in tre puntate in Analog Science Fiction and Fact di marzo aprile e maggio 2004; prima edizione in volume Ace Books, 2004. Trad. Dario Rivarossa, Urania 1530, Arnoldo Mondadori Editore, gennaio 2008.
- L'astronave immortale (Old Twentieth), Ace Books, 2005. Trad. Annarita Guarnieri, Urania 1523, Arnoldo Mondadori Editore, Giugno 2007.
- Cronomacchina accidentale (The Accidental Time Machine), Ace Books, 2007. Trad. Dario Rivarossa, Urania 1554, Arnoldo Mondadori Editore, Gennaio 2010.
- Work Done for Hire, Ace Books, 2014.

### Raccolte di racconti
- Infinite Dreams, St. Martin's Press, 1978. Comprende tredici racconti (di cui uno afferente al ciclo del TB II) con una postfazione dell'autore.
- Dealing in Futures, The Viking Press, 1985. Comprende un'introduzione dell'autore, due testi del ciclo del TB II, un racconto della Guerra Eterna, il racconto del Mondo dei Ladri, sei racconti autoconclusivi e tre poesie.
- Vietnam and Other Alien Worlds, NESFA Press, 1993. Comprende un'introduzione dell'autore, quattro racconti afferenti al ciclo del TB II, cinque saggi e quattro poesie.
- None So Blind, AvoNova, 1996. Comprende un'introduzione dell'autore, la stesura breve del romanzo Il paradosso Hemingway, un racconto afferente al ciclo del TB II, nove racconti autoconclusivi e quattro poesie.
- War Stories, Night Shade Books, 2006. Comprende il dittico di romanzi sulla Guerra del Vietnam, sette racconti (di cui uno afferente alla Guerra Eterna) e due poesie, corredati da paratesti dell'autore.
- Guerra eterna: ultimo atto (A Separate War), Ace Books, 2006. Trad. Dario Rivarossa, Urania 1543, Arnoldo Mondadori Editore, Febbraio 2009. Comprende un'introduzione di Connie Willis, un'introduzione e una postfazione di Haldeman stesso, il romanzo breve Dedicato a White Hill, il dittico di Braxn, un racconto spin-off della Guerra eterna, e undici racconti autoconclusivi.

### Poesia lirica
- Saul's Death and Other Poems, Anamnesis Press, 1997. Raccolta di trentadue liriche.